# Le Buisson ardent (Charles Koechlin)
Pour les articles homonymes, voir Buisson ardent.

Le Buisson ardent est un poème symphonique en deux parties de Charles Koechlin, d'après un épisode du roman Jean-Christophe, de Romain Rolland. 
La première partie fut achevée en 1945, et porte le n° d'opus 203, alors que ce qui en constitue la seconde partie date de 1935 à 1938, et porte le n° d'opus 171. Il s'agit de la dernière œuvre pour grand orchestre de Koechlin, dont la création posthume eut lieu le 19 novembre 1951, par l'Orchestre national de France, placé sous la direction de Roger Désormière.

## Structure de l'œuvre
Première partie
1. Presque adagio
2. Allegro non troppo
3. Allegro moderato

Seconde partie
1. Molto moderato
2. Fugue. Allegro vivo
3. Choral

Durée d'exécution : 1re partie, environ 12 min 30 ; seconde partie, environ 25 min 40.
Cette œuvre bénéficie d'une orchestration assez importante, qui comprend, en plus des instruments traditionnels du grand orchestre, 5 saxophones, une onde Martenot, un piano, un grand orgue, et une formation de percussions dont un gong, un tamtam, une cloche.

## Thème de l'œuvre
L'œuvre est inspirée du roman Jean-Christophe de Romain Rolland. Le thème est résumé par Koechlin lui-même dans ses "Notes détaillées sur diverses de mes œuvres", rédigées en 1945 (inédites) :
Le Buisson ardent :
[...] Le poëme symphonique que j'ai écrit débute par le moment où Jean-Christophe sent à nouveau le flot de la vie couler en lui. Puis, dans son "audition intérieure", chantent toutes sortes de thèmes étranges, des appels de trompettes qui se croisent avec des arpèges fantaisistes de l'orgue, en bitonalité. Et Jean-Christophe est de nouveau d'aplomb. Il redevient humain, il retrouve même la joie, et l'œuvre conclut par un choral triomphant.- Mais j'avais esquissé la 1ère partie de ce sujet magnifique : Jean-Christophe désemparé, complètement à plat végète.- Soudain c'est la fin de l'hiver, le vent du Sud (Foehn) se met à souffler en tempête. Et c'est la résurrection, par ce souffle chaud qui pénètre en lui. [...]

## Enregistrements
- Orchestre philharmonique de Rhénanie-Palatinat, direction Leif Segerstam, éditions Cybelia, 1987, réédition Naxos, collection Patrimoine, 1994